# 치디 뱅
치디 뱅(Chiddy Bang)은 미국의 힙합 밴드이나, 현재는 치디 혼자 활동하고 있다.